# Sonaty fortepianowe op. 2 Beethovena
Sonaty fortepianowe op. 2 Ludwiga van Beethovena – cykl trzech pierwszych (wydanych) sonat kompozytora, który został zadedykowany jego nauczycielowi i innemu słynnemu kompozytorowi epoki klasycyzmu, Josephowi Haydnowi. Cykl ten powstał w latach 1795-1796 i należy do dorobku wczesnego (tzw. klasycznego) okresu twórczości Beethovena.

## Sonaty cyklu
- Sonata fortepianowa nr 1 f-moll op. 2 nr 1
- Sonata fortepianowa nr 2 A-dur op. 2 nr 2
- Sonata fortepianowa nr 3 C-dur op. 2 nr 3